# Ted Hargreaves
Norman Edward "Ted" Hargreaves, född 4 november 1943 i Weyburn i Saskatchewan, död 3 november 2005 i Nelson i British Columbia, var  en kanadensisk ishockeyspelare.
Hargreaves blev olympisk bronsmedaljör i ishockey vid vinterspelen 1968 i Grenoble.